# 鷺沼プール
鷺沼プール（さぎぬまプール）は、川崎市宮前区土橋にかつてあった川崎市水道局運営のプール施設。2002年に廃止された。
本項目では跡地に現在建設されている施設の総称であるカッパーク鷺沼（カッパークさぎぬま）についても扱う。

## 鷺沼プール

### 概要
1968年に東急田園都市線の鷺沼駅に隣接する鷺沼配水池の上部に庭園式プールとして開設された、市内最大の面積を誇るプール施設であった。運営は川崎市水道局。

### 開設の経緯
川崎市水道局は、人口の増加に応じて増加していく水道需要を賄うため、自然流下によって市中部への配水を行えるこの地に配水池の場所を求めた。ところが、ここでは東京急行電鉄が開始した多摩田園都市整備のための土地区画整理事業が行われており、しかも駅の直近に当たるため東急と区画整理組合は位置の変更を求めてきた。協議の結果、配水池をここに設置する代償として作ることとなった集客施設が鷺沼プールであった。

### 開設当時の状況
敷地総面積40,000平方メートルの中に幼児用から大人用まで5面のプール（子供用プール、Aプール、Bプール、Cプール、六角プール）が作られていた。一般的な25mプールは無い。子供用、A、B、C、六角の順に深くなり、六角プールは大人専用であった。
屋外にあるため、夏季のみの営業。期間は例年7月10日～8月31日（期間中無休）。入場料は終日利用で大人1000円・子供400円であった（廃止時）。

### 廃止
2002年に廃止。配水池はそのままに、上部が小学校・公園等の建設用地となった。
廃止の理由は施設の老朽化により大規模修繕が必要であることや、レジャーの多様化等で入場者数が減少し約20億円の累積赤字が生じていたため川崎市の水道事業の運営に悪影響を及ぼしていたことによる。最終年の2002年は最多来場者数を記録した1984年の2割強に当る約10万8千人にとどまった。
終盤には廃止の撤回を求める署名などが行われたため、料金の値上げなどによる維持策がとられたものの、周囲の就学人口の増加によって小学校を新設する土地が必要であったことも重なり、結局廃止された。近隣の小学校は生徒数1000人を超える大規模校で、生徒数増加が問題となっていた。
廃止に対しては周辺住民の反対活動が行われた。

## カッパーク鷺沼

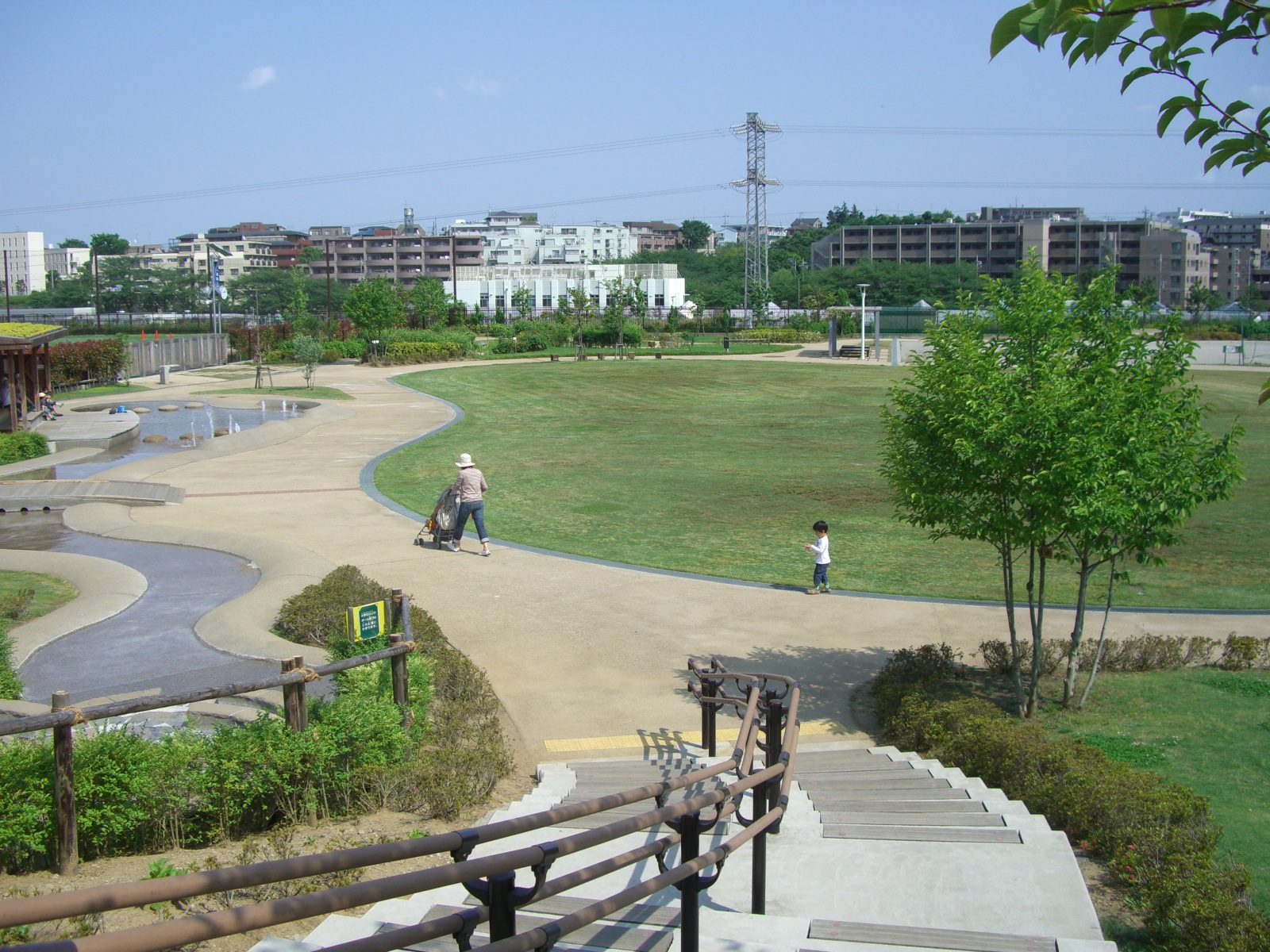
鷺沼ふれあい広場

2002年に廃止された鷺沼プールの跡地には、「川崎再生フロンティアプラン宮前区別計画」の計画のひとつとして、再開発が行われた。水道局の専用施設を除いた部分を、「教育ゾーン」（約1.5ha、六角プール跡地）、「福祉ゾーン」（約0.4ha）、「広場・公園ゾーン」（約0.7ha、子供プール跡地）、そして民設民営の「運動施設ゾーン」（約0.5ha、子供プール跡地）に分けられ、それぞれに施設が建設されている。
建設された施設は以下の通り
- 教育ゾーン…土橋小学校（新設、鷺沼小学校および生徒数日本最大であった富士見台小学校から校区を分割）
- 福祉ゾーン…保育所など
- 広場・公園ゾーン…鷺沼ふれあい広場（公園）
- 運動施設ゾーン…フロンタウン・さぎぬま（Jリーグ・川崎フロンターレが指定管理者として運営するフットサル場）

2006年3月に、公募によりこれらのゾーンの総称として「カッパーク鷺沼」という愛称が名づけられ、またイメージキャラクターとして「カッちゃん」という河童の化身が選ばれた。これらは、水道施設にあるという水に関連するところに由来する。

## 交通
- 東急田園都市線鷺沼駅徒歩3分
- 入口付近の道路はプール営業期間内のみ一方通行の交通規制が行われ、その旨道路標識にも記されていたが、廃止とともに解除されている。

## エピソード
- 高津区･宮前区内の小学校では小学生に利用割引券が与えられるなどし、周辺の小学生にとって鷺沼プールは夏の一番の娯楽として親しまれた。周辺に出店したお店や露店で食べ物を買うのも楽しみのひとつであった。
- 相模川・酒匂川水系のため[4]、利根川水系の東京などが渇水であっても運営されることが多く、大きなプールであったことから、近隣自治体からも利用があった。